# 楊植
楊植（1550年—？），字爾立，號建斋，山西澤州陽城縣人，民籍，明朝政治人物。

## 生平
萬曆元年（1573年）癸酉科山西鄉試第三十八名，萬曆五年（1577年）丁丑科會試第二百九十二名，登三甲第二十七名進士。授益都縣知縣，在任六年，擢大理寺评事，轉兵部主事，守山海关，戎政一新。轉刑部员外郎。十九年十月升山东佥事、蓟州兵备，二十一年十月升河南右參議，二十四年閏八月升遼東寧前兵备副使，二十五年七月調河南副使，所至稱能。終養歸，二十九年正月起原职，管理修河，未赴。三十一年三月再起陕西副使，守关西道，以疾卒官。性廉介，居官三十年，僅茅屋數椽，薄田三十亩而已。

## 家族
曾祖楊本；祖父楊鸞；父楊璋。母茹氏。具庆下。兄楊枝（府通判）；楊棟；楊樞（按察司按察使）；楊柟；楊梧；楊桐。